# 昆圖斯·提圖里烏斯·薩比努斯
昆圖斯·提圖里烏斯·薩比努斯（拉丁語：Quintus Titurius Sabinus；—前54年），古羅馬軍事家。是凱薩於高盧戰爭時期的一位副將。史書首次提及薩比努斯時稱其參與了公元前57年凱撒對雷米人的戰爭。公元前56年，凱撒派薩比努斯率三個軍團征服諾曼底地區的高盧人。薩比努斯大獲全勝，令當地所有高盧部族屈服。
公元前54年，薩比努斯與科塔率一個軍團和5個大隊在厄勃隆尼斯的領地紮營過冬。他們抵達紮營地點不足15天後即遭到安比奥里克斯和卡蒂沃爾卡斯率軍攻擊。薩比努斯的意志不如科塔堅強。他誤信了安比奥里克斯的承諾，以為後者願意休戰並允許羅馬軍隊安然離開，遂撤出營地逃避子虛烏有的日耳曼侵略。結果，薩比努斯和科塔及手下所有官兵在撤退時中伏，全軍覆沒。